# Póvoa de Santo Adrião
Póvoa de Santo Adrião ist eine Gemeinde (Freguesia) im portugiesischen Kreis Odivelas im Distrikt Lissabon. Sie umfasst eine Fläche von 1,24 km² und hat 13.047 Einwohner (Stand 30. Juni 2011).

## Lage
Póvoa de Santo Adrião liegt am nördlichen Stadtrand von Lissabon in unmittelbarer Nähe zur nördlichen Autobahnumfahrung CRIL. Nachbargemeinden sind Odivelas und Olival Basto (beide Kreis Odivelas) sowie Frielas und Santo António dos Cavaleiros (beide Kreis Loures).
Zur Gemeinde gehören auch die Wohnplätze Casal do Privilégio, Bairro do Barruncho und andere.

## Geschichte
Die Gemeinde wurde Mitte des 17. Jahrhunderts als Póvoa de Loures gegründet. Bei der Flutkatastrophe des Jahres 1967 war der Ort einer der am schwersten betroffenen. Am 23. August 1986 wurde der Ort zur Vila (Kleinstadt) erhoben. Im Zuge einer Verwaltungsreform kam sie im November 1998 vom Kreis Loures zum neugegründeten Kreis Odivelas und ist dort die älteste Gemeinde.
| 1991   | 2001   | 2011   |
| ------ | ------ | ------ |
| 14 361 | 14 704 | 13 061 |

## Bauwerke

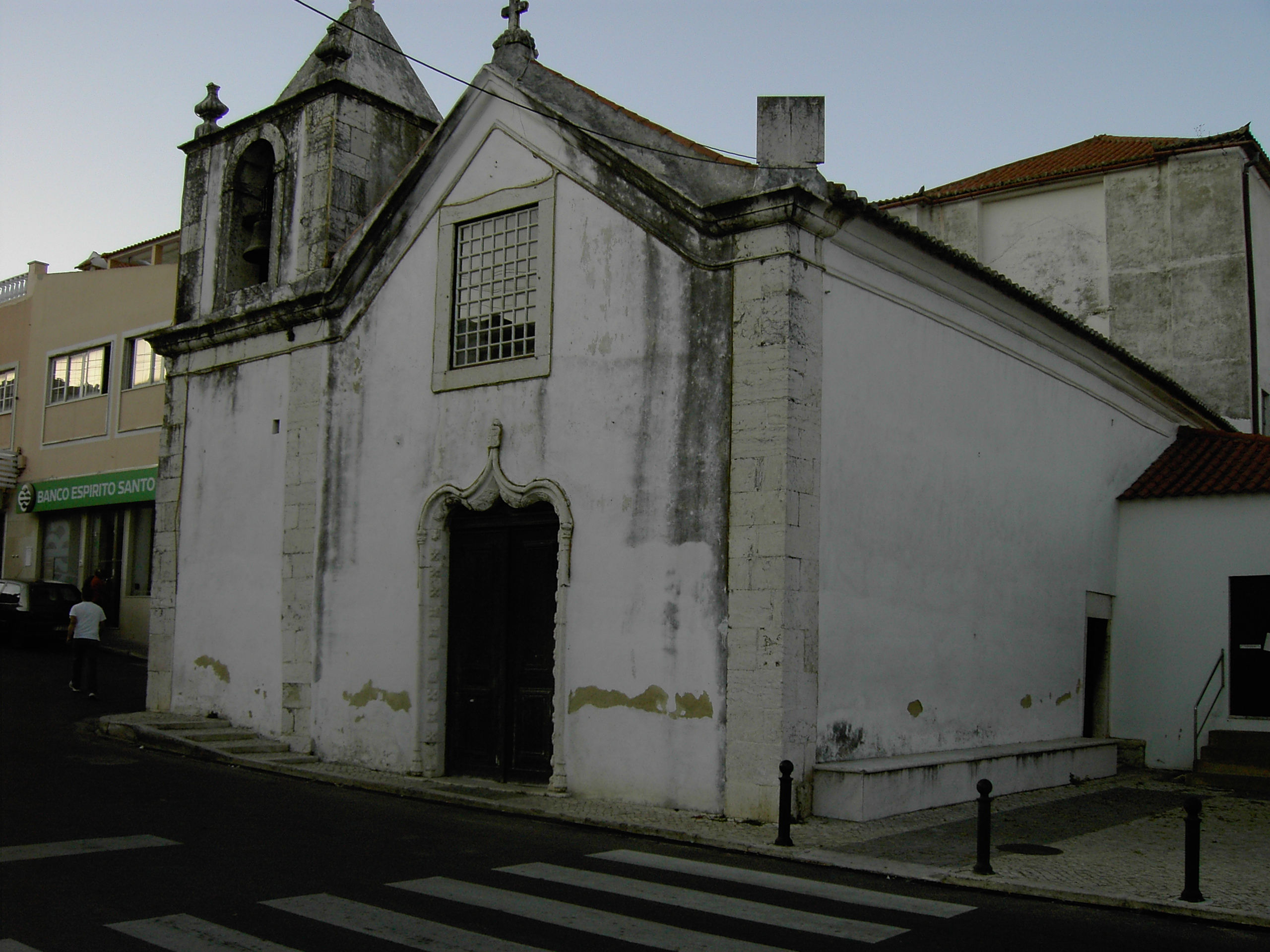
Igreja de Santo Adrião

- Igreja da Póvoa de Santo Adrião
- Chafariz Del Rei
- Nora e Tanque do Parque das Rolas
- Casa da Cultura
- historisches Zentrum
- Ribeira da Póvoa

## Persönlichkeiten
In einer Quinta (heute Quinta do Pintor) lebte im 18. Jahrhundert der Maler Pedro Alexandrino.